# Вальцовы
Вальцовы (Валцовы, Волцовы, Вольцовы, Вальцевы) — два древних русских дворянских рода.

## История рода
Один из родов происходит от городового дворянина, записанного по Коломенской десятне (1648), Василия Борисовича Вальцова, бывшего на службе в Ельце (1646). Потомство его было записано в VI часть дворянской родословной книги Московской губернии Российской империи . Никула Иванович Вальцов убит при взятии Казани (1552), его имя занесено в синодик московского Успенского собора на вечное поминовение. В последней четверти XVI века восемь представителей рода владели поместьями в Коломенском уезде, тогда же Семейка Гаврилович помещик в Каширском уезде. В XVII веке Вальцовы владели поместьями и служили по Коломне, Кашире и Данкову. Сергей Фролович Вальцов владел населённым имением (1699).
Другой род этой фамилии восходит к самому началу XVII века и, по официальным данным, имеет родоначальником Богдана Самсоновича Вальцова, вёрстанного поместьем (1649). Этот род был записан Губернским дворянским депутатским собранием в VI часть родословной книги Тульской губернии. По сведениям В. И. Чернопятовач, к этому роду принадлежит тайный советник Дмитрий Павлович Вальцов (1850 — после 1917) — знаток псовой охоты, заводчик русских псовых борзых собак, автор книги «Псовая охота Его Императорского Высочества Великого Князя Николая Николаевича в с. Першине Тульской губернии. 1887-1912 гг.».

## Описание герба
В голубом поле щита, находится чёрное орлиное крыло, пронзённое шпагой.
Щит увенчан дворянскими шлемом и короною с тремя страусовыми перьями. Намёт на щите голубой, подложенный золотом. Герб Вальцовых был записан в Часть X Общего гербовника дворянских родов Всероссийской империи, страница 75.

## Известные представители
- Вальцов Афанасий — стрелецкий сотник в Воронеже (1633).
- Вальцов Никифор Степанович — дьяк (1640-1654), воевода в Астрахани (1650-1651).
- Вальцов Фрол — прапорщик рейтарского строя (1660).
- Вальцов Ефим Максимович — стряпчий (1677), помещик Каширского уезда.
- Вальцов Семён Максимович — стряпчий (1692).
- Вальцов Степан Фадеевич — московский дворянин (1692)[4][7][8].